# 超短波全方向式無線標識

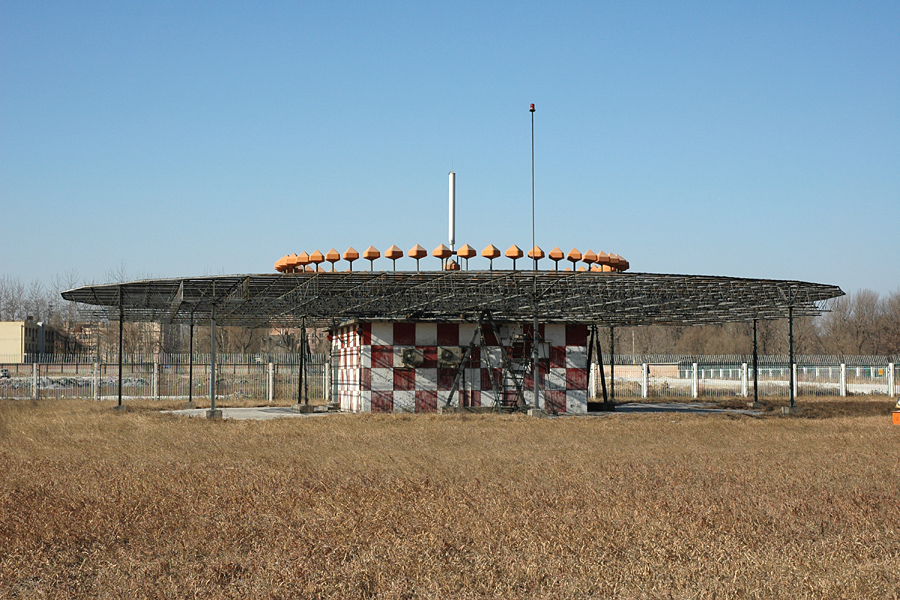
VOR地上施設

超短波全方向式無線標識施設（ちょうたんぱ ぜんほうこうしき むせんひょうしき しせつ：VHF omnidirectional radio range、VOR）は、VHF帯（超短波帯）の電波を用いる航空機用無線標識。標識局を中心として航空機がどの方向にいるかを知ることができる。多くの場合DMEと併設される。

## 概要
VORは、標識局のモールス符号（又は音声）による識別符号を合成した信号、及び空中受信器材が標識局から航空機までの磁方位（地球の磁北に対するVOR局からの方位）を求めるための信号を放射状に発射する。この放射状の指向性電波に沿った線を、VOR用語で「ラジアル」と呼ぶ。チャート上の異なるVOR局からの2つのラジアルの交点から、航空機の的確な位置を得ることもできる。
VORは、以前のVAR（Visual-Aural Range）システムから発達し、パイロットが選択可能な標識局への、又は標識局からの360本のコースを提供するように設計されている。1950年代に広く設置された初期のVORは、機械的に回転するアンテナが付いた真空管送信機であった。1960年代初期に、完全に半導体素子を用いた装置と交換され始め、旧来の中長波周波数帯域による無線標識と4コース方向指示のシステム(レンジ (電波航法))に取って変わり、1960年代の主要な無線航法システムとなった。それまでの無線標識のいくつかは、4コース方向指示機能を取り外し、中長波無指向性無線標識（Non-Directional Beacon, NDB）として残されている。
VORの大きな利点は、標識局への、又は標識局からの信頼できる航路（ラジアル）を選択でき、簡単にパイロットがたどることができる無線信号を提供するということである。「ビクター・エアウェイ（VHF用）」（18,000ft以下）及び「ジェット・ルート」（18,000ft以上）として米国で知られている「エア・ハイウェイ」の全米的ネットワークは、VORと空港とを結んで形成されている。航空機はVOR受信機で順番通りに標識局に選局し、その後、RMI（Radio Magnetic Indicator）上の所望のコースをたどるか、従来のVOR指示計又はHSI（Horizontal Situation Indicator：VOR指示計をより洗練したバージョン）にそのコースの設定してコース・ポインターを表示器の中央に保持するかのどちらかによって標識局から標識局までの的確な経路をたどることができる。
VORはまた、構造上の複合的な要因のためにNDBより優れた正確さと信頼性を提供する。とりわけ、山など起伏のある地形と海岸線の周辺でのコース湾曲及び雷雨からの干渉が少ない。一方で、VHF周波数帯を使用するため、VOR局の受信可能範囲は見通し距離に限る。つまり、VOR（及びDME）の有効な範囲を地平線までに制限し、山などの遮蔽物がある場合はその範囲はさらに狭くなる。これは、適正な運用を提供するためには主な航空路に沿って標識局の広いネットワークが必要であることを意味する。なお、このような受信可能範囲も考慮して航空路の最低経路高度は定められている。
VOR送信局を設置し、維持するのは費用がかかった（最初のうちは、航空機の受信器材もそうであった。）が、今日の民間航空では中長波周波数の測距装置と無線標識はVORにほとんど完全に代わっており、今後、全地球測位システム（GPS）に置き換えられるところである。VORネットワークは現在の航空路システムを運用するうえでかなり大きなコストを要しているが、現代の半導体素子による送信器材は以前の装置より非常に少ない保守で運用可能になっている。

## 動作

### 基本原理

定回転する定電力の無変調電波は「正弦波で振幅変調されている」と見做せる。

2つの正弦波の位相比較

位相比較の基準となる無指向性の電波を全方向に送信する。この無指向性電波にはある周波数の正弦波が周波数変調 (FM) されているとする。その正弦波の周波数（すなわち周期）で磁北方向から時計回りに1周する指向性のある無変調電波を、無指向性の電波とは別に送信する。この指向性電波はある1点の受信位置においてその電界強度が変化するため、無変調ではあるが受信点では正弦波で振幅変調（AM）された信号と見做せる。航空機は、無指向性電波からFM復調した正弦波と指向性電波からAM復調した正弦波の位相を比較すれば、自機がVORから見てどの方角にいるのかを知ることができる（北なら0°、東なら90°、南なら180°、西なら270°）。なお無指向性の電波と指向性の電波は同一周波数の搬送波を用いるため、振幅変調したとみなす指向性電波の正弦波と区別すべく、無指向性電波に載せられる正弦波は周波数変調される。VORが初めて登場してから現在に至るまでこの基本的な原理は変わらない。
磁北（Magnetic North）
地球をひとつの磁石として見たときのS極（地磁気の正極）の方向のことを言う。つまり、コンパスのN極で示される方向と同じである。

### 実際の動作
VORは、VHF帯の108.0MHzから117.95MHz（50kHz間隔）の間で周波数を割り当てられている。
VORシステムは方位の情報を基準位相信号と可変位相信号の位相差に織り込む。主搬送波は全方向性であり、可聴帯域で振幅変調されたモールス符号または音声による識別符号、および30Hzの基準位相信号を含んでいる。
基準位相信号は9,960Hzの副搬送波を周波数変調する。可変位相信号はVORからみた方位分だけ遅れた位相差をもって振幅が変化する。可変位相信号は基準位相信号と同じ30Hzで強弱が変化する。旧来の可変位相信号を発射するVORアンテナは機械的に回転していたが、現在の施設では可動部なしで同じ結果を得るために、指向性アンテナを円形に多数配置したものを順番に走査（360個未満なので送信ON・OFF走査ではなく、複数アンテナ間での空中線電力を変化）させている。
航空機はVOR局からの信号を受信したとき、副搬送波をFM復調し基準位相信号を検出する。また主搬送波（同一周波数の搬送波である無変調電波）をAM復調し可変位相信号を検出する。それら2つの30Hz正弦波を比較し、位相角を測定する。その位相角は「ラジアル」と呼ばれ、VORから見た磁北からの角度で、標識局から見た航空機の方位に等しい。この情報は以下の3種類の表示器に供給される。副搬送波を復調した際に得られるモールス符号または音声は可聴帯域にあり、パイロットが聞くことで正しいVOR局を選局しているか否か確認するために用いられる。
- VOR指示計

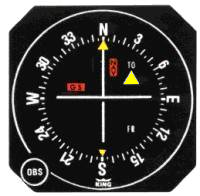
VOR指示計

典型的な軽飛行機のVOR指示計は、OBS（Omni Bearing Selector）、CDI（Course Deviation Indicator, コース偏位指示器）及びTO/FROM指示器から成る。OBSは、OBSを回転させるためのつまみ、及び機器の外側あたりにある所望するコースを決めるOBSスケールから成る。CDIは、VOR指示計の中央にあり、コースを逸脱しているかどうかを示している。航空機が選択したコース上にある場合はCDIは中央に位置し、コースを逸脱している場合にはCDIは左右どちらかに寄っていき、コースに戻るための転舵指示を伝える。TO/FROM指示器は、選択されたコースをたどることが航空機がVOR局に近づいているか、VOR局から離れているかを示す。
- HSI（Horizontal Situation Indicator, 水平姿勢指示計）

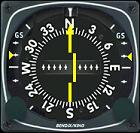
HSI ILS

HSIは、総合計器表示方式による航法用計器であり、標準的なVOR指示計より高価で複雑であるが、よりパイロットが使いやすいフォーマットで機首方向情報と航法指示器を統合して表示する。HSIでは、航空機の機首方向を基準にしており、VOR指示計でのコース・ポインターのほうが回転して選択したVOR局のある方向を示すようになっている。機首方位とラジアルの相対方位がひと目でわかるため、VORからのラジアルに乗るにはどのくらい旋回すれば良いのかすぐにわかる。右の図はもっともシンプルなHSIである。ILSに必要なグライド・スロープ指示器が左右に見える。CDIはILSにおけるローカライザーとの偏位指示器を兼ねている。
- RMI（Radio Magnetic Indicator, ラジオ磁気指示計）

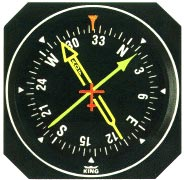
RMI

RMIはHSIの前に開発され、方位板の頂点が航空機の現在の機首方向を示すコンパス・カードの上に重ね合わされた2つの指針が特徴である。太いほうの指針は、VOR局（又はADF（Automatic Direction Finder）局）への方向を示しており、標識局から受信しているラジアルの逆方向（180°異なる）を指す。また、細いほうの指針はあらかじめ設定したコース（ラジアル）を示し、VOR指示計のOBSと同様の意味である。太いほうの指針が真上を向いていればVOR局へは向かっているが、航路には乗っていないので、2つの指針から相対方位を求め、パイロットは2つの指針が重なるように航空機の進路を修正する。

## VOR指示計の使用方法

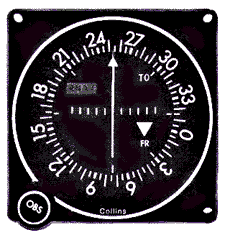
VOR指示計の表示例

パイロットがあるVOR局に真東から接近したい場合、その局に到達するためには真西に飛行しなければならない。このときパイロットは、VOR指示計の方位板の頂点で「27（270°）」の数字がプライマリ・インデックスと呼ばれるコース・ポインターと整列するまでOBSを使用してコンパス・ダイヤルを回転させる。選局済みであるVOR受信機が90°ラジアル（VOR局から見て真東）を抽出したとき、CDI指針は中央に位置しTO/FROM指示器は「TO」を示す。VOR局に向かう場合、パイロットは標識局がある方向とは逆方向をVOR指示計にセットしなければならないことに気をつける。つまり、VOR指示計がVOR局へのコースが270°であることを示す間、航空機はVOR局の90°ラジアルを辿っている。これを「090ラジアルにて進入する(proceeding inbound on the 090 degree radial)」と呼ぶ。その後、パイロットはCDI指針を中央に維持しておくことでVOR局へのコースを辿ることができる。CDI指針が左右どちらかに片寄っていくようならば、それが再び中央に戻るまでパイロットは指針の方へ旋回する。航空機がVOR局の上空を通過すると、TO/FROM指示器は「FR」(From)を示し、航空機は「270°ラジアルにて離脱する(proceeding outbound on the 270 degree radial)」状態となる。航空機が「混乱の円錐(cone of confusion)」すなわちそのVOR局の直上付近にあるとき、CDI指針が振動するか振り切れることがあるが、VOR局を通り越して短い距離を飛行すると指針は再び中央へ戻る。
右の具体例では、OBSスケールがプライマリ・インデックス指示254°にセットされており、指針は中央に位置し、TO/FROM指示器は「FR」(From)を示している。 このVOR指示計は、航空機が254°ラジアル（VOR局から見て西南西）上にあることを示している。また、TO/FROM指示器が「TO」を示していれば、航空機は74°ラジアル上にあり、VOR局へのコース磁方位は254°であることを意味する。ただし、航空機がどの方向へ飛んでいるかという実測表示がまったくない点にも注意しなければならない。画像にあるVOR指示計の表示は、航空機が仮に真北へ飛行していたとしても、航空機が254°ラジアルを横切った瞬間にVOR受信機にて選局されていれば表示され得る。なぜならば、機上のVOR受信機のアンテナは無指向性（全方位の電波を受信できる。）だからである。そのためVOR受信機がパイロットの望むVOR局を正しく選局していることが非常に重要で、VOR受信機の操作パネル（VOR指示計とは別にある）で選局後に、そのVOR局が発しているモールス信号（あるいは合成音声）による識別符号を聞いて確認する。

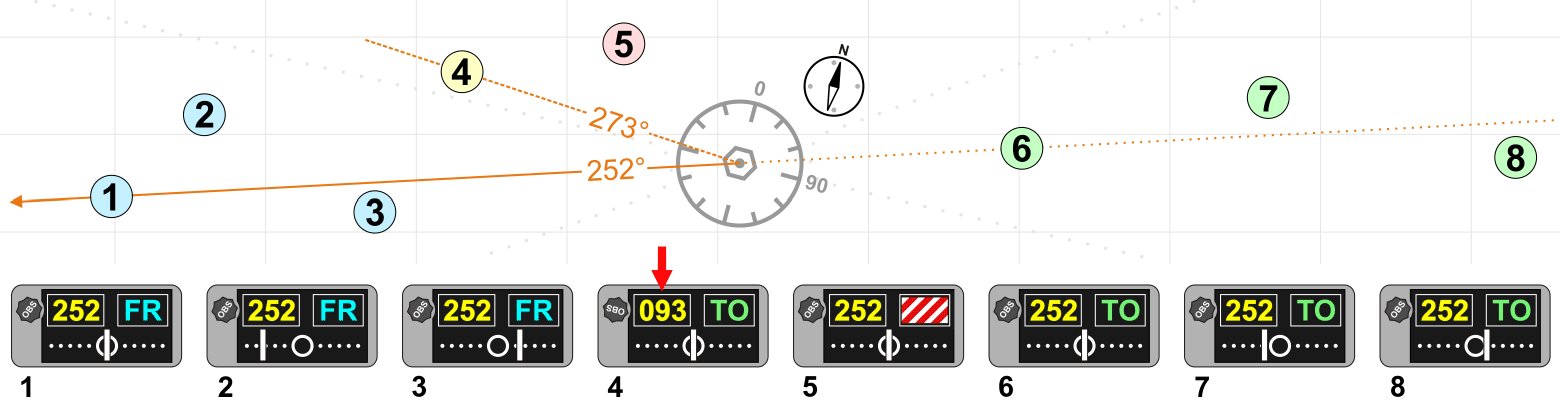

## 配置・運用

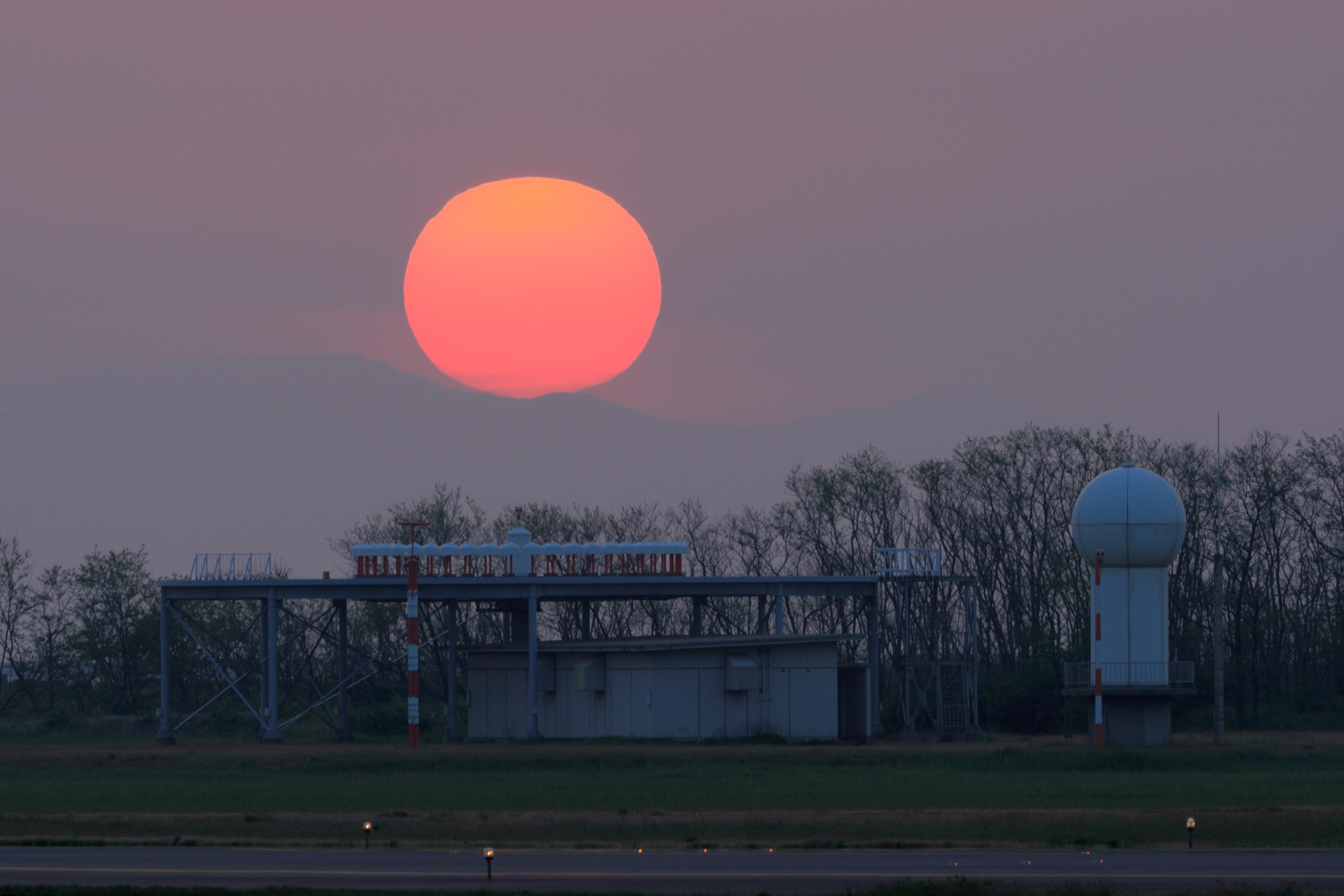
新潟空港に設置されている新潟ボルタック

多くの場合、VOR局と同じ位置に、DME（Distance Measuring Equipment）又は軍用のTACAN（TACtical Air Navigation、DMEの距離機能と軍のパイロットに民間のVORと同じようなデータを提供するTACAN方位角機能の両方を含む。）を配置している。同じ位置に配置されたVORとTACANビーコンを、VORTAC （ボルタック）と呼び、DME付きのVORをVOR/DMEと呼ぶ。DMEによる距離を伴うVORラジアルは、1つの標識局による位置特定を可能にする。なおDMEとTACANの距離測定システムは同一であり、VORTACにおいてはTACAN側の距離測定システムが稼働している。民間航空機はVORTACとVOR-DMEを同一視できる。
DMEは、パイロットに地上局からの航空機の傾斜距離を提供する。傾斜距離は標識局から航空機までを直線で結んだ距離であり、直接距離、すなわち航空機の真下の1点からの地面に沿った距離（航空機の高度とピタゴラスの定理を使って計算できる。）ではない。航空機が局の非常に近くにいる場合を除き、直接距離と傾斜距離の違いは取るに足りないものである。標識局からの距離とラジアルを知ることによって、航空機の位置を、1つの標識局から航空図の上でプロットできる。
計器飛行のための装備を持つ大部分の航空機は、2つのVOR受信機を備えている。主受信機（VOR1）にバックアップを提供することと同様に、別のVOR局からの特定のラジアルをいつ横切るかを見るために第2受信機（VOR2）を見ている間にも、パイロットが（VOR1に設定している。）あるVOR局に対するラジアルを簡単にたどることを可能にする。

## 表記
航空図には世界中のVOR/DME局の位置が示されているが、そのVORから見て磁北がどの方向であるのか必ず記されている。航空図は一般的な地形図と違い、必ずしも図の上方向が真北（しんぽく）になっているとは限らないが、磁北と真北は異なるためVORのシンボルが示す北は図の経線（子午線）と平行の方向を指していないことがほとんどである。このことからも、真北が航空機にとって重要でないことがわかる。
VOR局は、航空路の交差点として使われている。典型的な航空路は、標識局から標識局まで直線的にとぶ。民間旅客機に乗ったとき、航空機が新しいコースへのターンによって時折折れ曲がった直線で飛んでいることに気づくことがある。航空機がVOR局の上を通過したときに、しばしばこのようなターンを行う。異なるVOR標識局からの2つのラジアルが交差する航法参照点もある。これらの交差点が、航空路に沿って図示されていることもあるが、図示されていないこともある。

### 見方

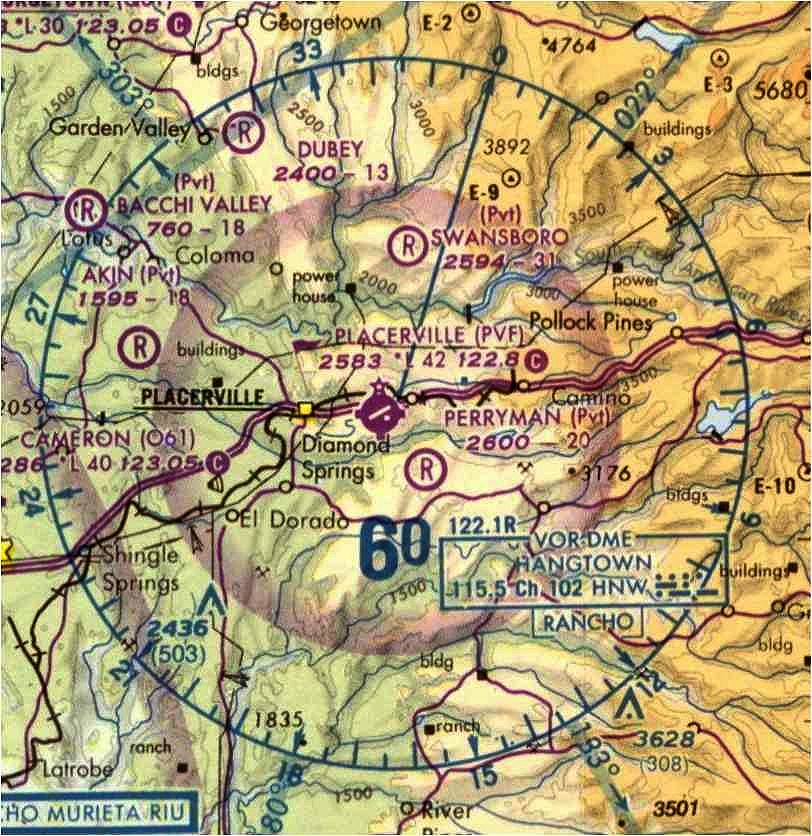
航空図の一部。中央の青い円がVORから見た磁方位を示し、薄い青色の航空路（22°、133°、180°、303°）がVORから放射している。

右図に実際の航空図の例を示す。図の中央に見えるVOR/DMEのシンボルを中心とする青い円がVOR/DMEに関連する表示である。VOR/DMEシンボルの付近にVOR/DME局の名前が書かれている。この例では、局名が「HANGTOWN」で「HNW」という識別符号が与えられているのがわかる。また、この局にアクセスするための周波数「115.5」（MHz）が示されている。VOR受信機をこの周波数に合わせることでこのVORからの方位を知ることができるようになる。
また、各VORを通る航路が薄い青色で示されている。これらがVORを基準にしてどの方角に飛ぶ航路なのか0～360°の数値で示してある。この数値さえわかれば、磁気偏角によって磁北と真北の方向が大きく異なっていても航路を誤らずに飛行できる。例えば、アメリカのアラスカ州北海岸近辺では磁気偏角が真北に対して西に40°以上もずれているため、まっすぐ北極点に向かって飛行していたとしてもコンパスは北東（40°）方向に飛行していると示すことになる（磁北は航空機から見て左に40°方向にある。）。よって、アラスカ州北海岸にあるVORから北極点に向かう航路があったとすれば、その航路を示す線には“40°”と記されている。ちなみに、真北が基準であれば、“360°”と記されていなければならない。

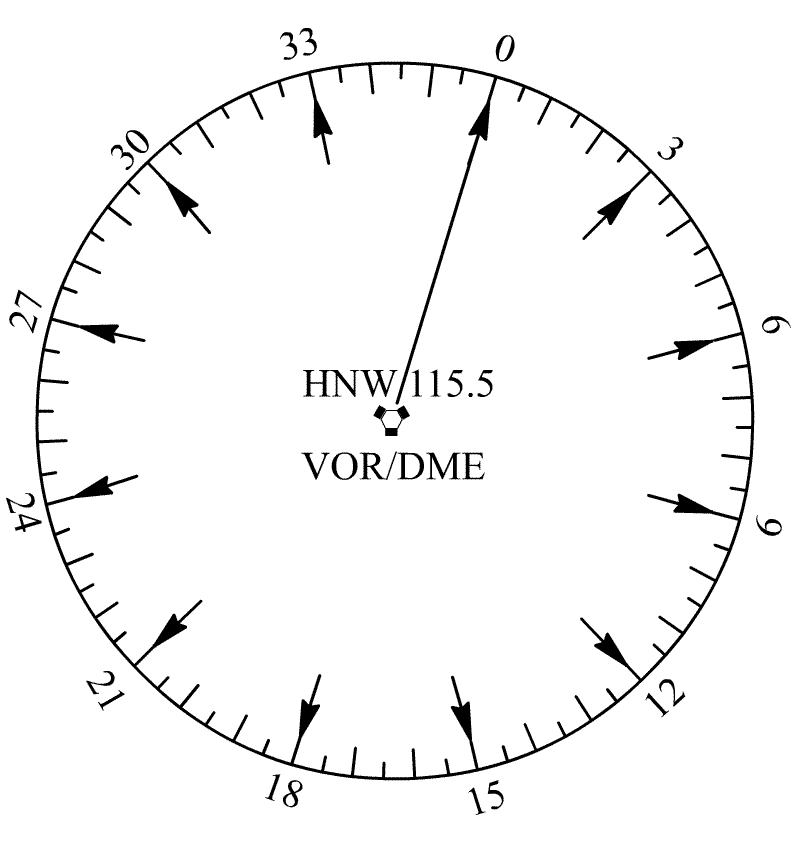
上の航空図からVOR部分を抜き出したもの

その下の図は、航空図からVORに関する部分だけを抜き出したものである。中心のシンボルから円周に向かって矢印で示されているのが磁北の方位である。この例でも、磁北が航空図の真上を向いているわけではないことがわかる。また、円周には5°ごとに目盛りが振られ、30°ごとにインデックスが振られている。なお、方位の一の桁は省略されている。
VOR、VOR/DME及びVORTACは航空図上で左のようなシンボルで表される。このシンボルは必ずしもすべての航空図に共通のものというわけではなく、異なったシンボルで描かれていることもあり、この場合は当該航空図の凡例に従う。

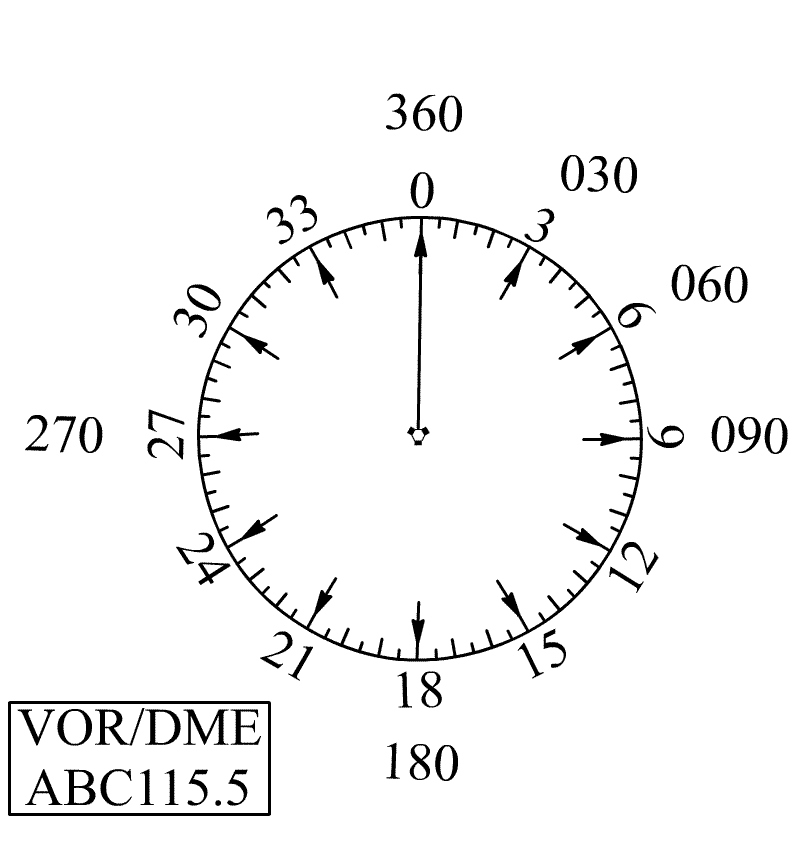
VOR「ABC」

### 具体例
実際に航空機からVORを見た場合の例を次に示す。図に示されている航空機はすべて115.5MHzの「ABC」VORを選択しているものとする。

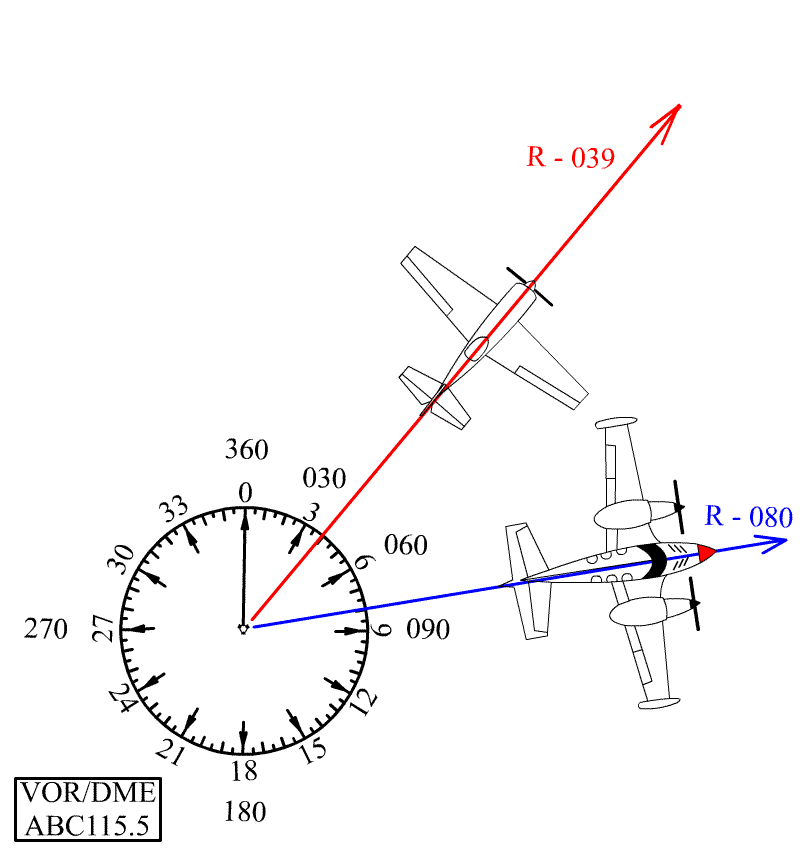
航空機から見たVOR。航空機の機首とVORからの方位が同じである場合。

#### 例A
右図の例は、航空機の機首方向がVORからの方位と一致している場合である。この場合、39°ラジアル（赤線、北東方向）と80°ラジアル（青線、北寄り東方向）の上に航空機があり、それぞれのVOR指示計にラジアルの方位と同じ方位が設定されていれば、CDIは中央に位置している。また、TO/FROM指示器にはともに「FROM」（FR）が示される。

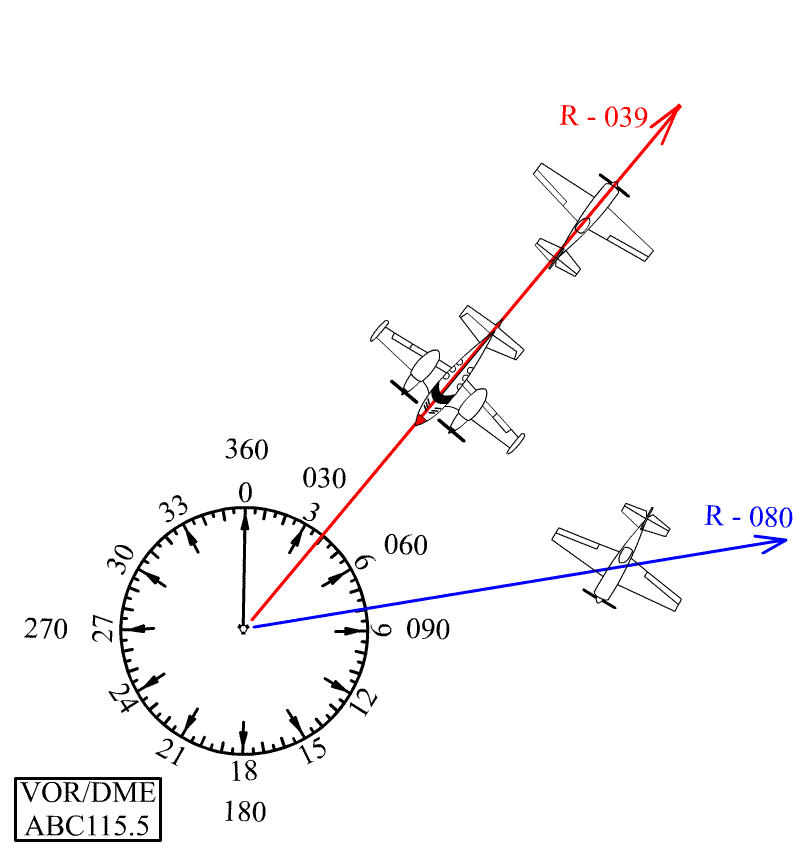
航空機から見たVOR。航空機の機首が様々である場合。

#### 例B
右図の例は、航空機の機首が必ずしもVORからの方位と一致していない場合である。39°ラジアル（赤線）の上にある航空機は2機あり、双発機はVORの方向へ向かって飛行している。この場合、CDIが中央にあればVOR指示計にはラジアルの角度と180°反対方向の219°が設定されていることになる。また、TO/FROM指示器には「TO」が示される。
80°ラジアル（青線）の上にある航空機の機首は、VORのラジアルと平行ではなく、80°ラジアルを横切るように飛行している。VOR指示計に80°又は260°が設定されていれば、一時的にCDIが中央に位置し、TO/FROM指示器にそれぞれ「FROM」又は「TO」の表示が出る。
また、39°ラジアル上の双発機と同じようにVOR指示計に219°を設定してVOR局に向かおうとしている場合には、CDIは39°ラジアルが航空機から見てもっと右にあることを示すために右のほうへ寄っている。

## 種類
ターミナル用 (T-VOR) と航空路用
ターミナル用は空港の敷地内または滑走路の近辺に設置されるVORであり、着陸手順の最終進入目標として利用される。ターミナル用ではないVORを利用した最終進入では、VOR/DME局からの方位・距離で目視進入の経路に至る。ターミナル用VORは25nm、航空路用VORは40nmの有効到達距離をもつのが標準的であるが、これを超えた距離から利用できる場合がある。また公式にこれを超える距離から利用する手順が定められている場合は、検査によりその利用性が確認されている。

## 精度
VORシステムはおおむね±1.4°の精度が期待される。しかし (時間にして) 99.94%は誤差が±0.35°より少ないというテストデータがある。VORシステムは自己監視を行なっており、誤差が1.0°を上回る場合には停止するようになっている。
ARINC 711-10（2002年1月30日版）では、VOR受信機の精度は95%の確率で0.4°以内になければならないと規定している。どのような受信機でもこの基準を遵守し、これ以上の精度でなければならない。

## 将来
現在使われている航空機無線航法システムの多くが全地球測位システム（GPS）のような何らかの宇宙からのナビゲーション・システムに置き換えられていくことが考えられている（詳しくは全地球測位システムを参照）。VORは、多数の局が広域を覆う必要があるため、特にその可能性が高い。衛星によるGPSは、水平方向におよそ100ft（30m）以内の誤差で確実に航空機の位置を特定することができる。この誤差は、静止衛星を用いてアメリカ合衆国で現在サービスが行われているWAAS（Wide Area Augmentation System）によってGPSを強化することによって、水平方向及び垂直方向に約10ft（3m）にまで縮小される。LAAS（Local Area Augmentation System）と呼ばれる更なるGPSの改良は、その補正情報を送信するためにVORと同じVHF帯を使うことを計画している。これは、いくばくかの既存のVOR施設に閉鎖、又は干渉を避けるために異なる周波数への移行を要求することもあるだろう。
もっとも、全世界的な規模で見た場合、世界中で飛行している国際線、国内線すべての航空機にGPS器材を一度に搭載することは現実的に困難である。新造される航空機から順にGPS器材を搭載していき、いずれはすべての航空機を改修してGPS航法へ移行していくのが順当な流れであり、GPSへの完全な移行はなお年月を要する。また、航空機又は人工衛星に搭載されたGPS器材が故障した場合なども想定した二次的なシステムとしてVORが存続していくことも十分に考えられる。このようなことから、VORは今しばらくは現役であり続けることだろう。

## 無線局としてのVOR
日本では、電波法施行規則第2条第1項第50号に「「VOR」とは、108MHzから118MHzまでの周波数の電波を全方向に発射する回転式の無線標識業務を行なう設備」と定義している。
無線局の種別としては無線標識局である。ただし、タカンやDMEが併設されVORTACやVOR/DMEとなると無線航行陸上局となる。
VORの周波数は、電波法施行規則第13条第3項に別表第2号によると規定されており、これを抜粋する。
| チヤネル | 周波数(MHz) |
| -------- | ----------- |
| 1X       | ―           |
| 1Y       | ―           |
| 2X       | ―           |
| 2Y       | ―           |
| 3X       | ―           |
| 3Y       | ―           |
| 4X       | ―           |
| 4Y       | ―           |
| 5X       | ―           |
| 5Y       | ―           |
| 6X       | ―           |
| 6Y       | ―           |
| 7X       | ―           |
| 7Y       | ―           |
| 8X       | ―           |
| 8Y       | ―           |
| 9X       | ―           |
| 9Y       | ―           |
| 10X      | ―           |
| 10Y      | ―           |
| 11X      | ―           |
| 11Y      | ―           |
| 12X      | ―           |
| 12Y      | ―           |
| 13X      | ―           |
| 13Y      | ―           |
| 14X      | ―           |
| 14Y      | ―           |
| 15X      | ―           |
| 15Y      | ―           |
| 16X      | ―           |
| 16Y      | ―           |
| 17X      | 108.00      |
| 17Y      | 108.05      |
| 17Z      | ―           |
| 18X      | *108.10     |
| 18W      | ―           |
| 18Y      | *108.15     |
| 18Z      | ―           |
| 19X      | 108.20      |
| 19Y      | 108.25      |
| 19Z      | ―           |
| 20X      | *108.30     |
| 20W      | ―           |
| 20Y      | *108.35     |
| 20Z      | ―           |
| 21X      | 108.40      |
| 21Y      | 108.45      |
| 21Z      | ―           |
| 22X      | *108.50     |
| 22W      | ―           |
| 22Y      | *108.55     |
| 22Z      | ―           |
| 23X      | 108.60      |
| 23Y      | 108.65      |
| 23Z      | ―           |
| 24X      | *108.70     |
| 24W      | ―           |
| 24Y      | *108.75     |
| 24Z      | ―           |
| 25X      | 108.80      |
| 25Y      | 108.85      |
| 25Z      | ―           |
| 26X      | *108.90     |
| 26W      | ―           |
| 26Y      | *108.95     |
| 26Z      | ―           |
| 27X      | 109.00      |
| 27Y      | 109.05      |
| 27Z      | ―           |
| 28X      | *109.10     |
| 28W      | ―           |
| 28Y      | *109.15     |
| 28Z      | ―           |
| 29X      | 109.20      |
| 29Y      | 109.25      |
| 29Z      | ―           |
| 30X      | *109.30     |
| 30W      | ―           |
| 30Y      | *109.35     |
| 30Z      | ―           |
| 31X      | 109.40      |
| 31Y      | 109.45      |
| 31Z      | ―           |
| 32X      | *109.50     |
| 32W      | ―           |
| 32Y      | *109.55     |
| 32Z      | ―           |
| 33X      | 109.60      |
| 33Y      | 109.65      |
| 33Z      | ―           |
| 34X      | *109.70     |
| 34W      | ―           |
| 34Y      | *109.75     |
| 34Z      | ―           |
| 35X      | 109.80      |
| 35Y      | 109.85      |
| 35Z      | ―           |
| 36X      | *109.90     |
| 36W      | ―           |
| 36Y      | *109.95     |
| 36Z      | ―           |
| 37X      | 110.00      |
| 37Y      | 110.05      |
| 37Z      | ―           |
| 38X      | *110.10     |
| 38W      | ―           |
| 38Y      | *110.15     |
| 38Z      | ―           |
| 39X      | 110.20      |
| 39Y      | 110.25      |
| 39Z      | ―           |
| 40X      | *110.30     |
| 40W      | ―           |
| 40Y      | *110.35     |
| 40Z      | ―           |
| 41X      | 110.40      |
| 41Y      | 110.45      |
| 41Z      | ―           |
| 42X      | *110.50     |
| 42W      | ―           |
| 42Y      | *110.55     |
| 42Z      | ―           |
| 43X      | 110.60      |
| 43Y      | 110.65      |
| 43Z      | ―           |
| 44X      | *110.70     |
| 44W      | ―           |
| 44Y      | *110.75     |
| 44Z      | ―           |
| 45X      | 110.80      |
| 45Y      | 110.85      |
| 45Z      | ―           |
| 46X      | *110.90     |
| 46W      | ―           |
| 46Y      | *110.95     |
| 46Z      | ―           |
| 47X      | 111.00      |
| 47Y      | 111.05      |
| 47Z      | ―           |
| 48X      | 111.10      |
| 48W      | ―           |
| 48Y      | 111.15      |
| 48Z      | ―           |
| 49X      | 111.20      |
| 49Y      | 111.25      |
| 49Z      | ―           |
| 50X      | 111.30      |
| 50W      | ―           |
| 50Y      | 111.35      |
| 50Z      | ―           |
| 51X      | 111.40      |
| 51Y      | 111.45      |
| 51Z      | ―           |
| 52X      | 111.50      |
| 52W      | ―           |
| 52Y      | 111.55      |
| 52Z      | ―           |
| 53X      | 111.60      |
| 53Y      | 111.65      |
| 53Z      | ―           |
| 54X      | 111.70      |
| 54W      | ―           |
| 54Y      | 111.75      |
| 54Z      | ―           |
| 55X      | 111.80      |
| 55Y      | 111.85      |
| 55Z      | ―           |
| 56X      | 111.90      |
| 56W      | ―           |
| 56Y      | 111.95      |
| 56Z      | ―           |
| 57X      | 112.00      |
| 57Y      | 112.05      |
| 58X      | 112.10      |
| 58Y      | 112.15      |
| 59X      | 112.20      |
| 59Y      | 112.25      |
| 60X      | ―           |
| 60Y      | ―           |
| 61X      | ―           |
| 61Y      | ―           |
| 62X      | ―           |
| 62Y      | ―           |
| 63X      | ―           |
| 63Y      | ―           |
| 64X      | ―           |
| 64Y      | ―           |
| 65X      | ―           |
| 65Y      | ―           |
| 66X      | ―           |
| 66Y      | ―           |
| 67X      | ―           |
| 67Y      | ―           |
| 68X      | ―           |
| 68Y      | ―           |
| 69X      | ―           |
| 69Y      | ―           |
| 70X      | 112.30      |
| 70Y      | 112.35      |
| 71X      | 112.40      |
| 71Y      | 112.45      |
| 72X      | 112.50      |
| 72Y      | 112.55      |
| 73X      | 112.60      |
| 73Y      | 112.65      |
| 74X      | 112.70      |
| 74Y      | 112.75      |
| 75X      | 112.80      |
| 75Y      | 112.85      |
| 76X      | 112.90      |
| 76Y      | 112.95      |
| 77X      | 113.00      |
| 77Y      | 113.05      |
| 78X      | 113.10      |
| 78Y      | 113.15      |
| 79X      | 113.20      |
| 79Y      | 113.25      |
| 80X      | 113.30      |
| 80Y      | 113.35      |
| 80Z      | ―           |
| 81X      | 113.40      |
| 81Y      | 113.45      |
| 81Z      | ―           |
| 82X      | 113.50      |
| 82Y      | 113.55      |
| 82Z      | ―           |
| 83X      | 113.60      |
| 83Y      | 113.65      |
| 83Z      | ―           |
| 84X      | 113.70      |
| 84Y      | 113.75      |
| 84Z      | ―           |
| 85X      | 113.80      |
| 85Y      | 113.85      |
| 85Z      | ―           |
| 86X      | 113.90      |
| 86Y      | 113.95      |
| 86Z      | ―           |
| 87X      | 114.00      |
| 87Y      | 114.05      |
| 87Z      | ―           |
| 88X      | 114.10      |
| 88Y      | 114.15      |
| 88Z      | ―           |
| 89X      | 114.20      |
| 89Y      | 114.25      |
| 89Z      | ―           |
| 90X      | 114.30      |
| 90Y      | 114.35      |
| 90Z      | ―           |
| 91X      | 114.40      |
| 91Y      | 114.45      |
| 91Z      | ―           |
| 92X      | 114.50      |
| 92Y      | 114.55      |
| 92Z      | ―           |
| 93X      | 114.60      |
| 93Y      | 114.65      |
| 93Z      | ―           |
| 94X      | 114.70      |
| 94Y      | 114.75      |
| 94Z      | ―           |
| 95X      | 114.80      |
| 95Y      | 114.85      |
| 95Z      | ―           |
| 96X      | 114.90      |
| 96Y      | 114.95      |
| 96Z      | ―           |
| 97X      | 115.00      |
| 97Y      | 115.05      |
| 97Z      | ―           |
| 98X      | 115.10      |
| 98Y      | 115.15      |
| 98Z      | ―           |
| 99X      | 115.20      |
| 99Y      | 115.25      |
| 99Z      | ―           |
| 100X     | 115.30      |
| 100Y     | 115.35      |
| 100Z     | ―           |
| 101X     | 115.40      |
| 101Y     | 115.45      |
| 101Z     | ―           |
| 102X     | 115.50      |
| 102Y     | 115.55      |
| 102Z     | ―           |
| 103X     | 115.60      |
| 103Y     | 115.65      |
| 103Z     | ―           |
| 104X     | 115.70      |
| 104Y     | 115.75      |
| 104Z     | ―           |
| 105X     | 115.80      |
| 105Y     | 115.85      |
| 105Z     | ―           |
| 106X     | 115.90      |
| 106Y     | 115.95      |
| 106Z     | ―           |
| 107X     | 116.00      |
| 107Y     | 116.05      |
| 107Z     | ―           |
| 108X     | 116.10      |
| 108Y     | 116.15      |
| 108Z     | ―           |
| 109X     | 116.20      |
| 109Y     | 116.25      |
| 109Z     | ―           |
| 110X     | 116.30      |
| 110Y     | 116.35      |
| 110Z     | ―           |
| 111X     | 116.40      |
| 111Y     | 116.45      |
| 111Z     | ―           |
| 112X     | 116.50      |
| 112Y     | 116.55      |
| 112Z     | ―           |
| 113X     | 116.60      |
| 113Y     | 116.65      |
| 113Z     | ―           |
| 114X     | 116.70      |
| 114Y     | 116.75      |
| 114Z     | ―           |
| 115X     | 116.80      |
| 115Y     | 116.85      |
| 115Z     | ―           |
| 116X     | 116.90      |
| 116Y     | 116.95      |
| 116Z     | ―           |
| 117X     | 117.00      |
| 117Y     | 117.05      |
| 117Z     | ―           |
| 118X     | 117.10      |
| 118Y     | 117.15      |
| 118Z     | ―           |
| 119X     | 117.20      |
| 119Y     | 117.25      |
| 119Z     | ―           |
| 120X     | 117.30      |
| 120Y     | 117.35      |
| 121X     | 117.40      |
| 121Y     | 117.45      |
| 122X     | 117.50      |
| 122Y     | 117.55      |
| 123X     | 117.60      |
| 123Y     | 117.65      |
| 124X     | 117.70      |
| 124Y     | 117.75      |
| 125X     | 117.80      |
| 125Y     | 117.85      |
| 126X     | 117.90      |
| 126Y     | 117.95      |

注 *印を付した周波数は、計器着陸装置(ILS)のローカライザを使用する無線局に割り当てられる。